# Рабсарский
Рабсарский — ручей в России, протекает по межселённой территории Онежского района Архангельской области. Длина ручья — 12 км.

## Общие сведения
Ручей берёт начало из болота Межамох и далее течёт преимущественно в запад-юго-западном направлении по заболоченной местности.
Притоков ручей не имеет.
Устье ручья находится на высоте 180,9 м над уровнем моря в 5,5 км по левому берегу реки Нелоксы, впадающей в озеро Калгачинское, из которого берёт начало река Илекса, впадающая в Водлозеро.
Населённые пункты на ручье отсутствуют.
Код объекта в государственном водном реестре — 01040100312202000016300.